# Ove Bille
Ove Bille (død 10. april 1555) indtog som biskop i Aarhus på reformationstiden en betydelig stilling ved sin hæderlige personlighed og sin iver for den katolske kirkes bevarelse.
Efter 1499 at være kommet ind i det kongelige kancelli som sekretær blev han omkring 1506 kongelig kansler. På sit dødsleje anbefalede kong Hans ham til sin søn Christian II. Ved dennes anbefaling blev han 1520 biskop i Aarhus og blev også denne fyrste tro under den jyske adels rejsning 1523, da han søgte at mægle mellem kongen og oprørerne. Da Reformationen udbrød, søgte han af al magt at modsætte sig denne, dog mere ved åndelige midler end ved tvang. Efter Frederik I's død søgte han i spidsen for det katolske parti at få den unge hertug Hans udnævnt til konge, men blev ved begivenhedernes udvikling nødt til, ved det jyske råds sammenkomst i Sankt Sørens Kirke i Gammel Rye 1534, at slutte sig til Christian III, skønt kun med sorg. Under de følgende begivenheder viste han stor offervilje i kongens tjeneste; ved statskuppet august 1536 blev han heller ikke straks fængslet, skønt han ansås for "fast at være hovedet for alt papisteriet"; men da han ikke, sin ed mod kirken tro, ville udlevere Silkeborg Slot til kongen, blev han sat i et lempeligt fængsel, først på Dragsholm Slot, senere på Nyborg. 1537 blev han dog løsgivet mod at forpligte sig til ikke at modarbejde den ny samfundsorden og for livstid forlenet med Skovkloster (nu Herlufsholm). Her døde han 1555, æret og agtet af alle.

## Eksterne kilder og henvisninger
- Bille, Ove i Salmonsens Konversationsleksikon (2. udgave, 1915), forfattet af Arnold Heise